# Bunturabie Jalloh
Bunturabie Jalloh (Bo, 10 de maio de 1998) é uma nadadora serra-leonesa.

## Carreira

### Rio 2016
Jalloh competiu nos 50 m livre feminino nos Jogos Olímpicos de Verão de 2016, sendo eliminada nas eliminatórias. Ela foi porta-bandeira de seu país na cerimônia de abertura.